# نيموشوفا
نيموشوفا (بالإنجليزية: Nemšová)‏ هي بلدة و municipality of Slovakia تقع في سلوفاكيا في Trenčín District.[بحاجة لمصدر] يقدر عدد سكانها بـ 6,136 نسمة .